# Десантный понтон Неговского
Самоходное десантное плавсредство, разработанное во время Первой мировой войны подполковником И. И. Неговским, прикомандированным к Офицерской электротехнической школе.

## Разработка и строительство
Подполковник Неговский предложил устанавливать двигатель и гребной винт на кормовые полупонтоны, входящие в состав вёсельно-понтонного парка конструкции полковника Томиловского (ВППТ).
Постройка понтонов была организована на верфях РОПИТ (Севастополь), Легкого финляндского пароходства (Петербург) и заводах Латяева (Нижний Новгород), «Лихтоннеми и Тайпаль» (Ваккаузе, Финляндия), Коломенском и Сормовском. В 1915-1917 годах было изготовлено 420 единиц, которые вошли в состав Тяжелого моторно-понтонного парка МПП. Часть понтонов передали в Морское ведомство.

## Использование
В сентябре 1918 года по указанию комиссара 1-го экспедиционного отряда моряков Белы Куна четыре понтона Неговского были бронированы и вооружены. В центральной части понтонов был устроен бруствер из мешков с землей и листов железа, за которым разместили по шесть пулемётов, а на двух понтонах — дополнительно по одной одной 76-мм горной пушке обр. 1909 г. Во время боя 24 сентября у деревни Галево у артиллерийских бронепонтонов от сотрясения при стрельбе лопнули валы двигателей. 28 сентября во время боя у с. Частые два понтона погибли.
Впоследствии проект Неговского был использован при разработке понтонных парков СП-19 (1939) и ППС (1957).

## ТТХ
- Водоизмещение: около 20 т
- Длина 14,24 м
- Ширина 2,75 м
- Осадка 0,61 м
- Двигатель: карбюраторный, 35-40 л. с.
- Вместимость: до 70 десантников или пятитонный автомобиль
- Расчет:
  - начальник
  - рулевой
  - помощник рулевого
  - два моториста
  - два гребца
  - запасной